# Country Club Hills (Missouri)
Country Club Hills ist eine City im St. Louis County im US-Bundesstaat Missouri. Das U.S. Census Bureau hat bei der Volkszählung 2020 eine Einwohnerzahl von 1.014 ermittelt.

## Geographie
Die Koordinaten von Country Club Hills liegen bei 38°43'17" nördlicher Breite und 90°16'24" westlicher Länge.
Nach Angaben der United States Census 2010 erstreckt sich das Stadtgebiet von Country Club Hills über eine Fläche von 0,47 Quadratkilometer (0,18 sq mi).

## Bevölkerung
Nach dem United States Census 2010 lebten in Country Club Hills 1274 Menschen verteilt auf 462 Haushalte und 343 Familien. Die Bevölkerungsdichte betrug 2710,6 Einwohner pro Quadratkilometer (7077,8/sq mi).
Die Bevölkerung setzte sich 2010 aus 8,2 % Weißen, 90,9 % Afroamerikanern, 0,2 % amerikanischen Ureinwohnern, 0,1 % aus anderen ethnischen Gruppen und 0,7 % stammten von zwei oder mehr Ethnien ab.
In 45,0 % der Haushalte lebten Personen unter 18 Jahre und in 6,1 % Menschen die 65 Jahre oder älter waren. Das Durchschnittsalter betrug 31,4 Jahre und 44,3 % der Einwohner waren männlich.

## Belege
1. ↑  Explore Census Data Total Population in Country Club Hills city, Missouri. Abgerufen am 2. Februar 2023.
2. ↑   United States Census
3. ↑   American Fact Finder